# Pesje
Pesje je naselje v Občini Krško.